# Haplodiscus piger
Haplodiscus piger är en plattmaskart som beskrevs av Weldon 1888. Haplodiscus piger ingår i släktet Haplodiscus och familjen Convolutidae. Inga underarter finns listade i Catalogue of Life.